# ای.وی. کلاب
ای. وی. کلاب (انگلیسی: The A.V. Club) یک وب‌گاه اینترنتی است که به نقد فیلم‌ها، موسیقی‌ها، محصولات تلویزیونی و کتاب‌ها در کنار انجام مصاحبه و موارد مرتبط با فرهنگ عامه می‌پردازد. این وب‌سایت زیرمجموعه‌ای از د آنیون است، اما برخلاف د آنیون، به مطالب طنز نمی‌پردازد. ای. وی. کلاب پیش‌تر به‌صورت چاپی نیز منتشر می‌شد اما از سال ۲۰۰۶ میلادی تنها به‌صورت آنلاین انتشار می‌یابد.
دفتر مرکزی این وب‌گاه در شیکاگو واقع شده‌است.

## فهرست‌های آخر سال
ای. وی. کلاب از سال ۲۰۰۶ اقدام به انتشار فهرست بهترین آلبوم موسیقی و بهترین فیلم در انتهای هر سال می‌کند. این انتخاب‌ها با رأی کاربران صورت می‌گیرد. تا پیش از سال ۲۰۰۶ (از سال ۱۹۹۹) انتخاب آلبوم و فیلم سال برعهدهٔ نویسندگان مجله بود.

### فیلم سال ای. وی. کلاب
| سال  | کارگردان        | فیلم                    | ملیت                | منبع                                             |
| ---- | --------------- | ----------------------- | ------------------- | ------------------------------------------------ |
| ۲۰۰۶ | آلفونسو کوارون  | فرزندان انسان           | مکزیک               |                                                  |
| ۲۰۰۷ | برادران کوئن    | جایی برای پیرمردها نیست | ایالات متحده آمریکا |                                                  |
| ۲۰۰۸ | اندرو استنتون   | وال-ئی                  | ایالات متحده آمریکا | بایگانی‌شده در ۲ ژانویه ۲۰۱۳ توسط Wayback Machine |
| ۲۰۰۹ | کاترین بیگلو    | مهلکه                   | ایالات متحده آمریکا |                                                  |
| ۲۰۱۰ | دبرا گرانیک     | زمستان استخوان‌سوز       | ایالات متحده آمریکا |                                                  |
| ۲۰۱۱ | ترنس مالیک      | درخت زندگی (فیلم)       | ایالات متحده آمریکا |                                                  |
| ۲۰۱۲ | پل توماس آندرسن | استاد (فیلم ۲۰۱۲)       | ایالات متحده آمریکا |                                                  |
| ۲۰۱۳ | ریچارد لینکلیتر | پیش از نیمه‌شب           | ایالات متحده آمریکا |                                                  |
| ۲۰۱۴ | ریچارد لینکلیتر | پسرانگی (فیلم)          | ایالات متحده آمریکا |                                                  |